# تاکایا اویشی
تاکایا اویشی (انگلیسی: Takaya Oishi؛ زادهٔ ۷ ژوئیهٔ ۱۹۷۲) بازیکن فوتبال اهل ژاپن است.
از باشگاه‌هایی که در آن بازی کرده‌است می‌توان به باشگاه فوتبال توکیو وردی و باشگاه فوتبال سانفریس هیروشیما اشاره کرد.